# 1632 en arts plastiques
| Années des arts plastiques : 1629 - 1630 - 1631 - 1632 - 1633 - 1634 - 1635    |
| Décennies des arts plastiques : 1600 - 1610 - 1620 - 1630 - 1640 - 1650 - 1660 |

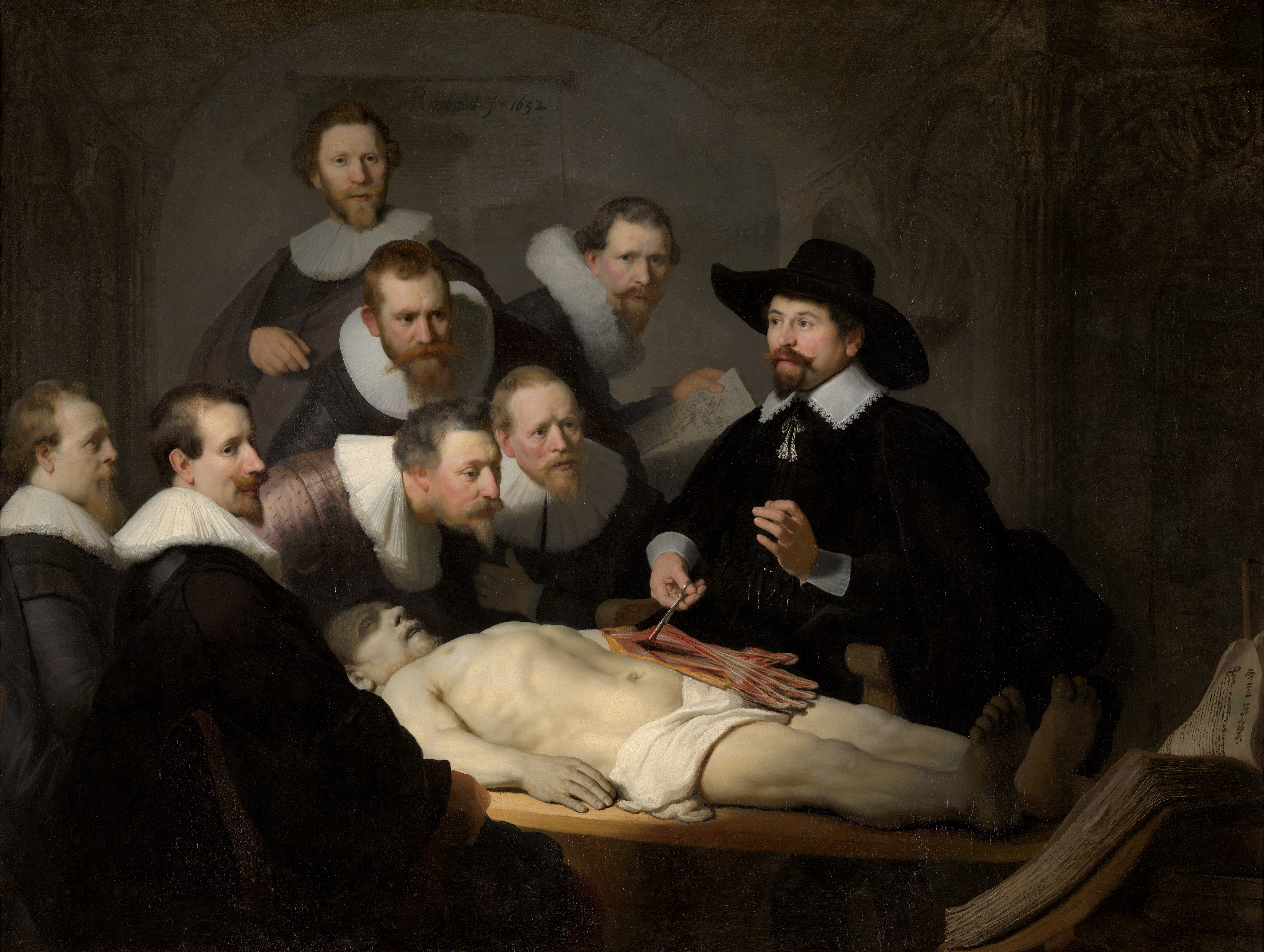
Leçon d'anatomie du docteur Tulp.

Cette page concerne l'année 1632 en arts plastiques.

## Œuvres
- L'enlèvement de Perséphone : tableau de Rembrandt.

## Naissances
- 24 février : Antoine Benoist, peintre et médailleur français († 8 avril 1717),
- 8 août : Johann Karl Loth, peintre baroque allemand († 6 septembre 1698),
- 12 septembre : Claude Lefèbvre, peintre français († 25 avril 1675),
- 31 octobre : Jan Vermeer, peintre hollandais († 15 décembre 1675),
- ? :
  - Giacomo Alboresi, peintre italien († 9 février 1677),
  - Hendrik van Minderhout, peintre de marines néerlandais († 22 juillet 1696),
  - Wang Wu, peintre chinois († 1690),
  - Jan Wijnants, peintre hollandais († 23 janvier 1684),
  - Wu Li, peintre et dessinateur chinois († 1718),
- Vers 1632 :
- Jacob Jansz. Coeman, peintre hollandais (° 9 avril 1676).

## Décès
- 3 septembre, Carlo Bononi, peintre italien (° 1569),
- 23 octobre : Giovanni Battista Crespi, dit le Cerano, peintre italien (° 23 décembre 1573),
- 18 décembre : Girolamo Curti, peintre italien (° 7 avril 1575),
- ? :
  - Jean Boucher, peintre français (° 1575),
  - Abraham Janssens, peintre baroque flamand (° 1575),
  - Vincenzo Rustici, peintre italien de l'école siennoise (° 1556),
  - Jue Song, peintre chinois (° 1576).